# محبوسة (فلم 2022)
محبوسة(بالإنجليزية: Shut In) هو فيلم إثارة أمريكي لعام 2022 من إخراج د. ج. كاروسو، وسيناريو ميلاني توست.

## روابط خارجية
- مقالات تستعمل روابط فنية بلا صلة مع ويكي بيانات